# Exetastes tuberculus
Exetastes tuberculus är en stekelart som beskrevs av Kuslitzky 2007. Exetastes tuberculus ingår i släktet Exetastes och familjen brokparasitsteklar. Inga underarter finns listade i Catalogue of Life.